# Неа Калидон
Неа Калидон (на гръцки: Νέα Καλυδών), в буквален превод Нов Калидон – със старо име до 1954 г. Домнища (на гръцки: Δομνίστα) е равнинно село в дем Месолонги, Гърция, разположено на 10 м надморска височина, на 13 км югоизточно от Месолонги и на 37 км западно от Навпакт.
Неа Калидон се намира западно от река Евинос точно преди реката да се влее в Патраския залив. Древният Калидон с най-известното антично светилище на Артемида, според Страбон е безлюден по негово време (1 век пр.н.е.). Император Октавиан Август през 30 г. пр.н.е. преселва всички останали жители на Калидон в новооснования Никопол. Преоткрито и подновено при славянското заселване на Балканите, селището получава името Домнища.